# التقاط الكربون واستخدامه

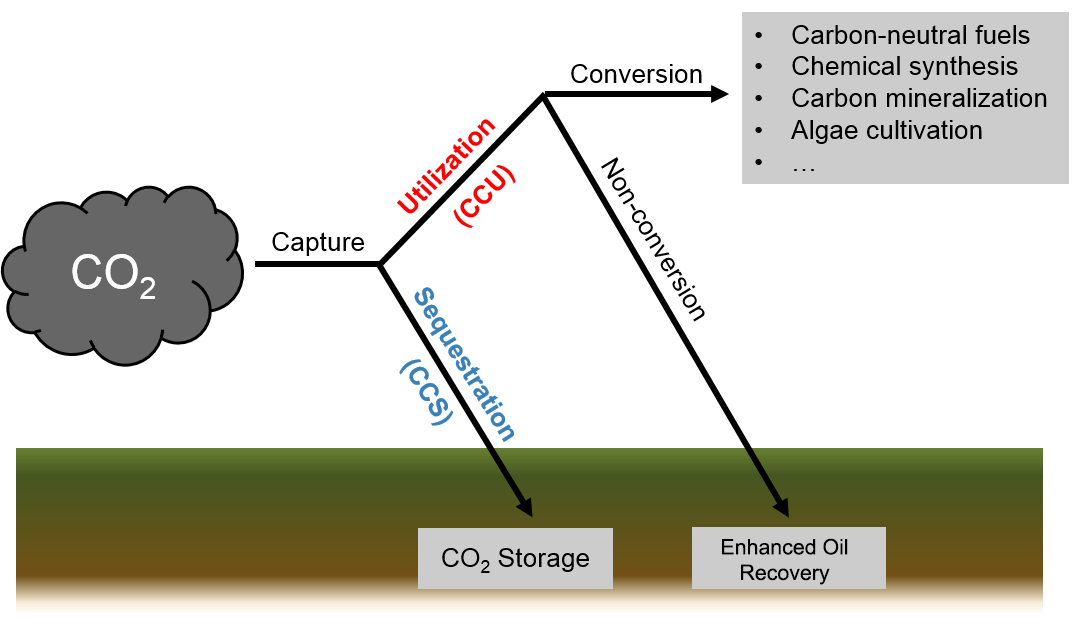
مقارنة بين عزل واستخدام ثاني أكسيد الكربون الملتقط

التقاط الكربون واستخدامه (CCU) هو عملية التقاط ثاني أكسيد الكربون (CO2) لإعادة تدويره لمزيد من الاستخدام.

## نبذة

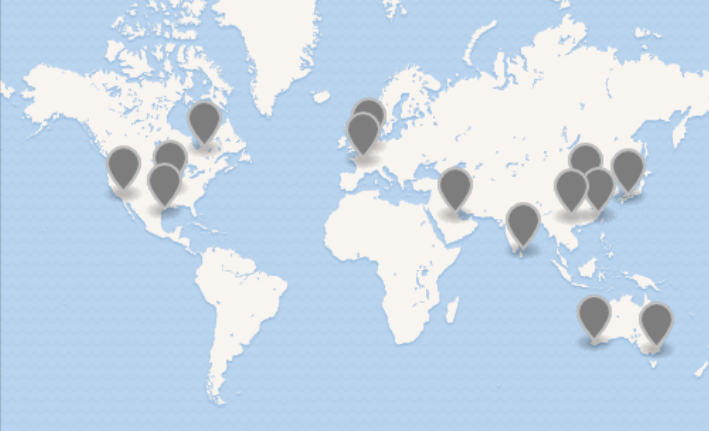
مواقع مشاريع التقاط الكربون واستخدامه وتطويره، وفقًا لتقرير 2011 الصادر عن المعهد العالمي لالتقاط الكربون وتخزينه.

يوفر التقاط الكربون واستخدامه استجابة للتحدي العالمي المتمثل في الحد بشكل كبير من انبعاثات غازات الاحتباس الحراري من مصادر الانبعاث الصناعية.
تختلف التقاط الكربون واستخدامه عن التقاط الكربون وتخزينه (CCS)، حيث أن التقاط الكربون واستخدامه لا تهدف ولا تؤدي إلى تخزين جيولوجي دائم لثاني أكسيد الكربون. كما يهدف التقاط الكربون واستخدامه إلى تحويل ثاني أكسيد الكربون الملتقط إلى مواد أو منتجات أكثر قيمة مثل البلاستيك أو الخرسانة أو الوقود الحيوي؛ مع الاحتفاظ بحياد الكربون لعمليات الإنتاج.
يمكن تحويل ثاني أكسيد الكربون الملتقط إلى عدة منتجات: مجموعة واحدة هي الهيدروكربونات، مثل الميثانول لاستخدامه كوقود حيوي ومصادر أخرى بديلة ومتجددة للطاقة. تشمل المنتجات التجارية الأخرى مثل اللدائن والخرسانة والمواد المتفاعلة لتخليق كيميائي مختلف.

## أمثلة على التقنية
- التحليل الكهربائي لثاني أكسيد الكربون
- وقود محايد للكربون
- وقود الميثانول
- التوليف الكيميائي
- استخراج محسن للنفط
- فحم حيوي
- الوقود الحيوي من الطحالب الدقيقة

## مشاريع التقاط الكربون واستخدامه
تتميز الكثير من الدول المتقدمة وتحديداً مجموعة العشرين بهذه التقنية نظراً لإرتفاع التكاليف حيث تتميز بعض مجموعة العشرين على سبيل المثال الولايات المتحدة الأمريكية بوجود 3 مشاريع لهذه التقنية، ومشروعان فقط بقارة أوروبا بالمملكة المتحدة وفرنسا، ومشروع واحد بمنطقة الشرق الأوسط ويتواجد بالمملكة العربية السعودية، ومشروعان بأستراليا، وهذه قائمة توضح الدول التي تتوفر بها هذه التقنية:
- الولايات المتحدة
- المملكة المتحدة
- فرنسا
- كندا
- السعودية
- أستراليا
- اليابان
- الهند
- الصين
- كوريا الجنوبية